# قطبين (عمران)
قطبين هي إحدى قرى الجمهورية اليمنية. تتبع جغرافيا لمحافظة عمران وإداريًا لمديرية قفلة عذر. يبلغ تعداد سكانها 3748 نسمة حسب الإحصاء الذي أجري عام 2004.